# Gerardo Bianchi (pittore)
Gerardo Bianchi (Monza, 1845 – Milano, 1922) è stato un pittore italiano.

## Biografia
Gerardo Bianchi è un pittore monzese del XIX secolo, molto conosciuto in Lombardia. Figlio dell'insegnante di disegno e pittore monzese Giosuè Bianchi e di Luigia Meani, è il fratello minore del più famoso Mosè Bianchi e zio di Pompeo Mariani ed Emilio Borsa.
I Bianchi sono una famiglia di artisti, Gerardo seguì le orme del fratello iscrivendosi all'Accademia di Brera e anche lui fu allievo di Giuseppe Bertini. A diciassette anni divenne insegnante di disegno presso il Collegio Bosisio, come il padre. Si specializzò in ritratti e miniature su smalti e avori. Fra i suoi quadri vi sono anche molte opere che ritraggono la vita rustica delle fattorie brianzole e la bachicoltura, soggetti che interesserranno anche il nipote Emilio Borsa. S'interessò anche di fotografia.
Nel 1915 partecipò all'Esposizione Nazionale d'Arte di Brera con due quadri, "Cuccioli" e "Lo zuccaro". L'anno seguente si presentò con l'opera "La Grigna a Magreglio" e nel 1922 presentò "Eppure nella solitudine di Magregio si sentiva il cannone".
Fra le sue opere più riuscite si annoverano i ritratti di Carolina Fusetti Scotti (1886) e di Domenico Panceri (1888). Entrambi i quadri son conservati presso l'ospedale San Gerardo di Monza. Alcuni quadri di Gerardo Bianchi sono conservati presso i Musei Civici di Monza.

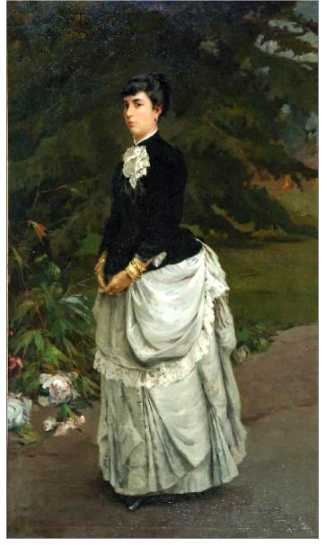
Carolina Fusetti vedova Scotti 1886
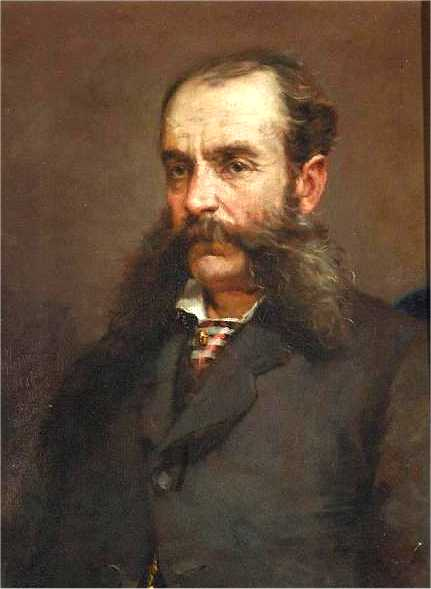
Domenico Panceri 1888
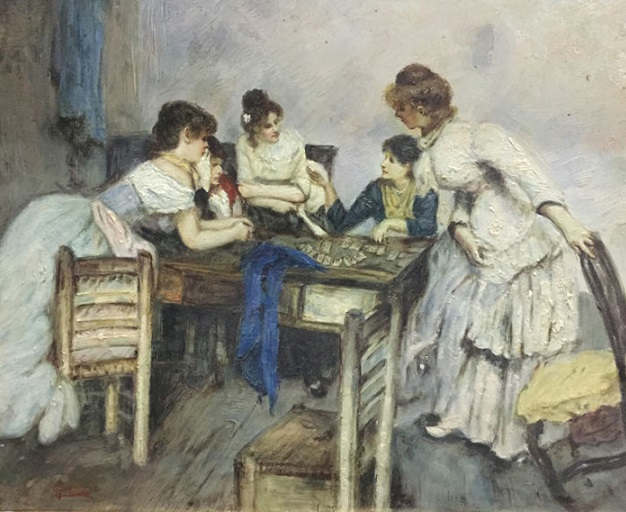
Scena d'interno 1900 c.